# Dalea purpusii
Dalea purpusii är en ärtväxtart som beskrevs av Townshend Stith Brandegee. Dalea purpusii ingår i släktet Dalea, och familjen ärtväxter. Inga underarter finns listade i Catalogue of Life.